# Plebeia nigriceps
Plebeia nigriceps är en biart som först beskrevs av Heinrich Friese 1901.  Plebeia nigriceps ingår i släktet Plebeia och familjen långtungebin. Inga underarter finns listade i Catalogue of Life.